# 한단 대학
한단 대학(한단학원, 邯鄲學院)은 중화인민공화국의 4년제 공립 대학이며 청나라 말기 시대이던 1905년 12월 1일에 한단 전문학당(邯鄲專門學堂)으로 첫 개교되었는데 이후 중화민국 국민정부 정권 말기 때이던 1945년 한단 전문학원(邯鄲專門學院)으로 교명 개칭을 거쳐 이후 중화인민공화국 정권 초기 때이던 1956년 한단 학원(邯鄲學院)으로 또다시 교명 개칭되었고 이후 이 교명이 현재에 이르고 있다.